# Amphiura africana
Amphiura africana is een slangster uit de familie Amphiuridae.
De wetenschappelijke naam van de soort werd in 1957 gepubliceerd door J.B. Balinsky.